# Parco nazionale di Ranthambore
Il parco nazionale di Ranthambore (in hindi: रणथम्भौर राष्ट्रीय अभ्यारण्य raṇthambhaur rāṣṭrīya abhyāraṇya) è un parco nazionale indiano situato nello Stato del Rajasthan. Deve il nome all'omonima cittadella fortificata, risalente al X secolo, situata entro i suoi confini. L'area viene classificata dall'Unione Internazionale per la Conservazione della Natura nella Categoria II. Con la sua numerosa popolazione di tigri costituiva una delle riserve di punta del Progetto Tigre, ma nel corso degli anni novanta, a causa del bracconaggio, il numero di questi grandi felini ha subito pesanti perdite. Assieme all'adiacente riserva di caccia di Kaila-Devi e ad altre aree protette vicine più piccole, costituisce la riserva delle tigri di Ranthambore.

## Posizione
Si estende su una superficie di 282 km² ed è situato nel distretto di Sawai Madhopur nel Rajasthan orientale. Le grandi città più vicine sono Kota, 110 km a sud-ovest, e Jaipur, 180 km a nord-ovest. Il parco si trova tra i fiumi Chambal e Banas.

## Storia
Nel 1955 il governo indiano creò la riserva naturale di Sawai-Madhopur, della superficie di quasi 400 km². Nel 1973 parte della riserva entrò a far parte del Progetto Tigre, un programma destinato alla salvaguardia delle popolazioni di tigri indiane. Nel 1980 un nucleo di 282 km² ricevette lo status di parco nazionale e oggi, insieme al santuario di Keladevi, al santuario di Sawai Mansingh e ad altre foreste limitrofe, forma la riserva delle tigri di Ranthambore.

## Geografia
Ranthambhore si trova sul versante orientale della catena degli Aravalli, vicino ai monti Vindhya. È un'area arida e rocciosa, con alcuni laghi e fiumi di piccole dimensioni, ricoperta principalmente da foreste secche. Il Forte Ranthambore, del X secolo, si erge maestoso sopra la riserva.

## Fauna
Il parco è noto soprattutto per le sue tigri del Bengala, che non sono molto timide e possono essere avvistate con facilità anche di giorno. Inoltre, costituisce uno dei punti più occidentali dell'areale del grande felino a strisce. Oltre alle tigri il parco ospita altre specie di carnivori, come il leopardo indiano, la iena striata, l'orso labiato, lo sciacallo dorato, il tasso del miele, il gatto della giungla e la mangusta minore indiana. Tra gli ungulati qui presenti ricordiamo il sambar, il cervo pomellato, il nilgau, l'antilope quadricorne, la gazzella indiana e il cinghiale. Inoltre, l'area è popolata da moltissime specie di uccelli, che possono essere alimentate dai visitatori del parco, come la dendrogazza rossiccia.

## La riserva delle tigri di Ranthambore
La riserva delle tigri di Ranthambhore è una delle 53 riserve delle tigri dell'India. L'area protetta comprende il parco nazionale di Ranthambore, la riserva naturale di Kaila-Devi e altre unità di minori dimensioni. Complessivamente, si estende su una superficie di 1335 km².

## Galleria d'immagini

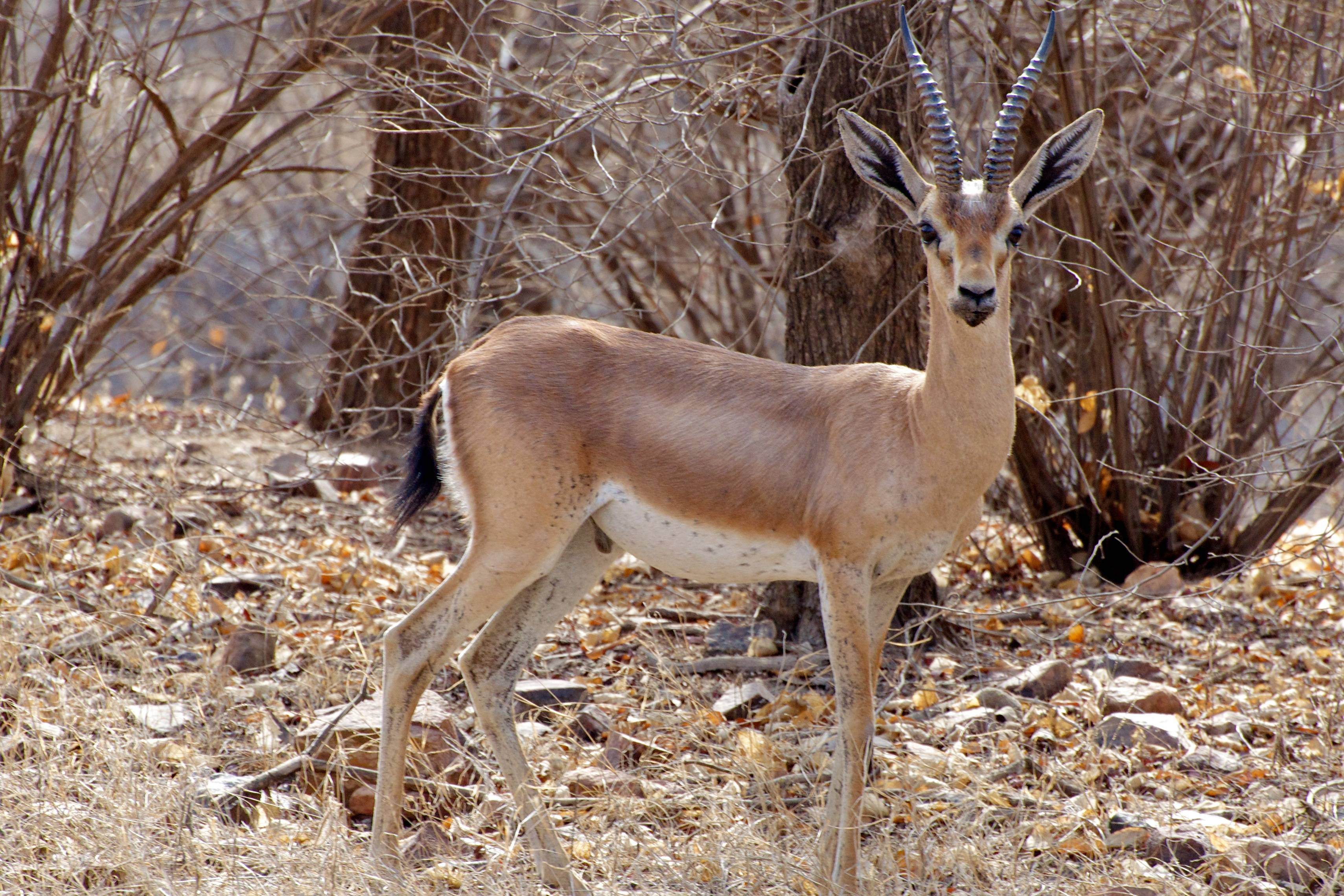
Gazzella indiana nel parco
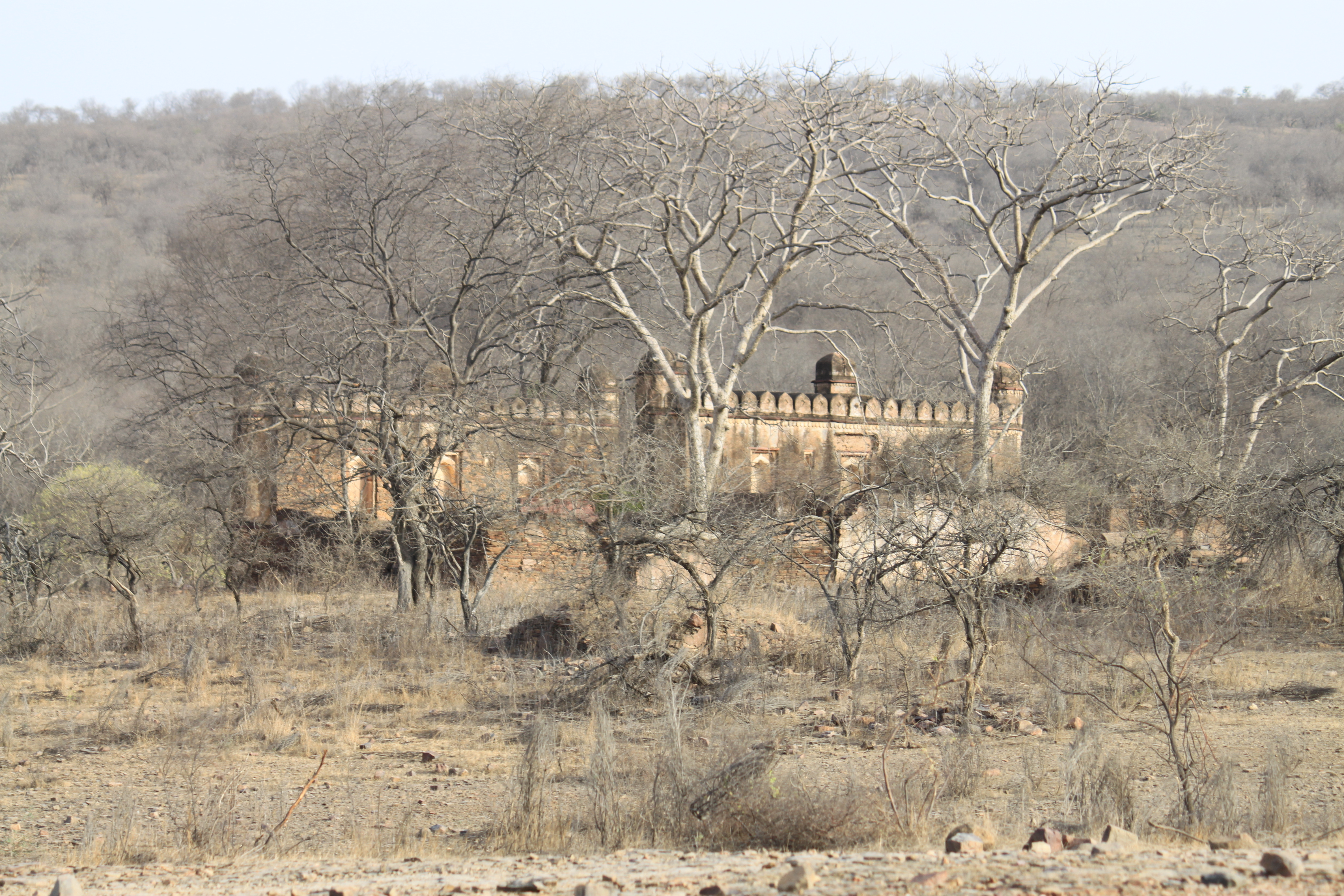
Antico tempio nel parco
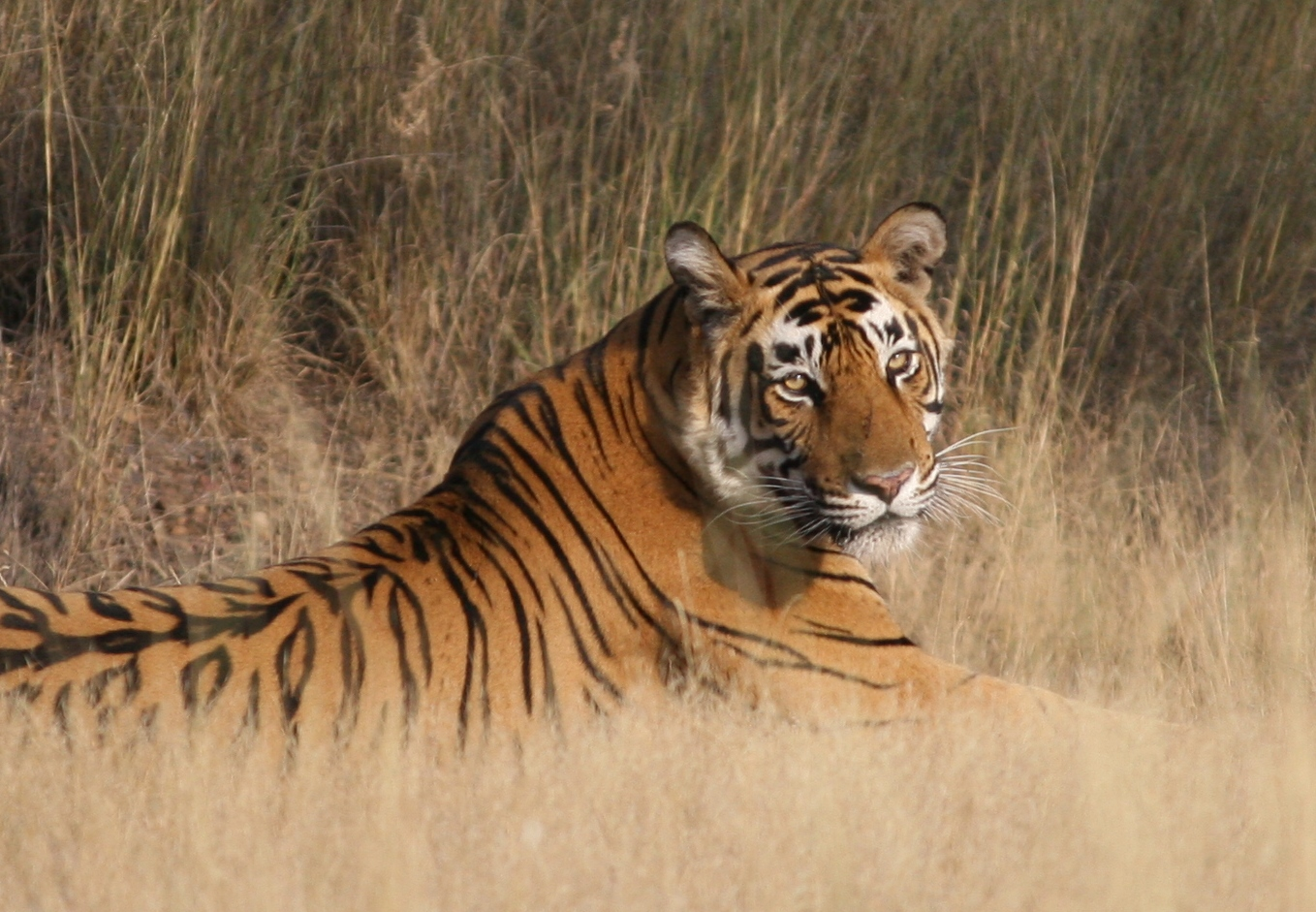
Tigre nel parco
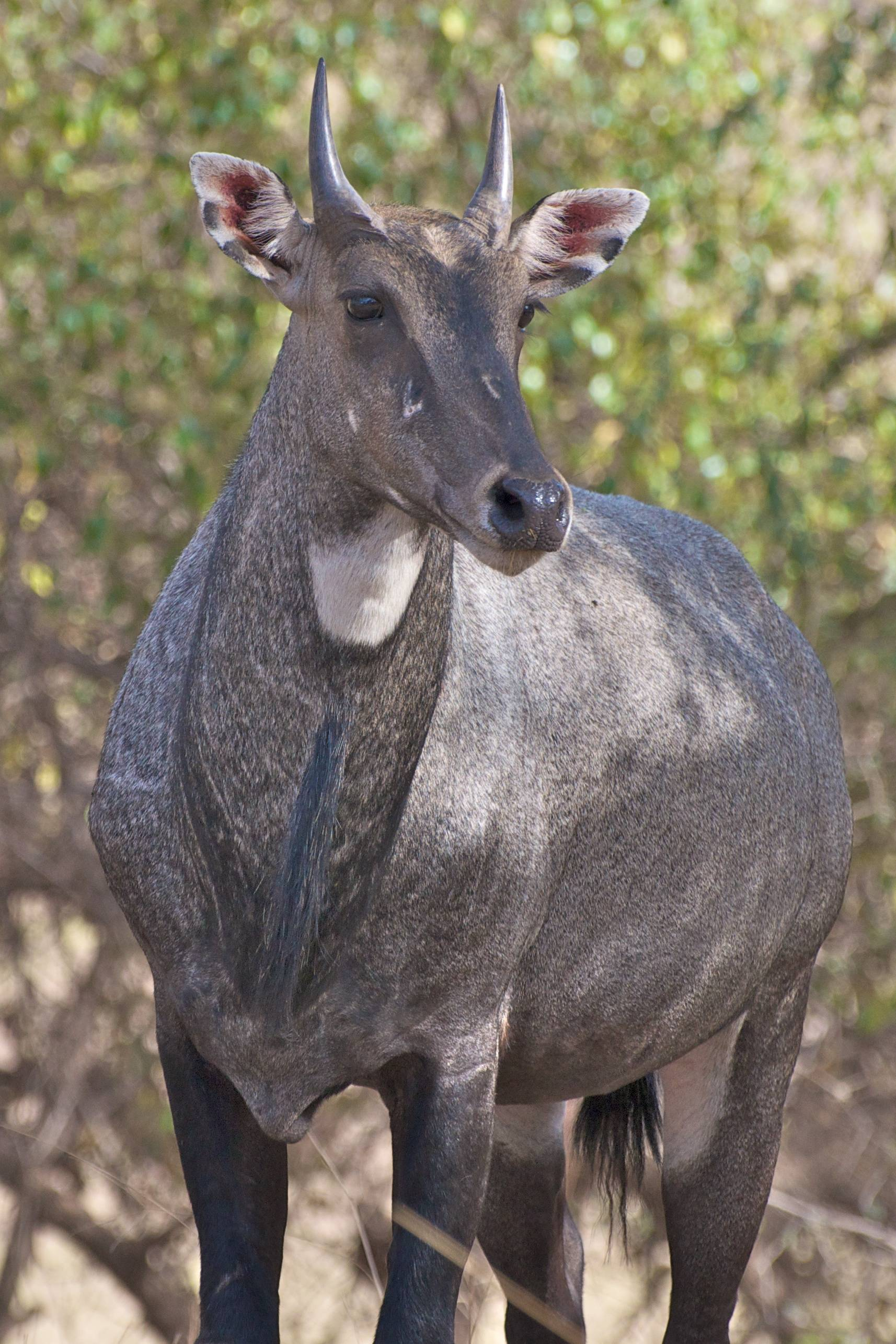
Nilgau
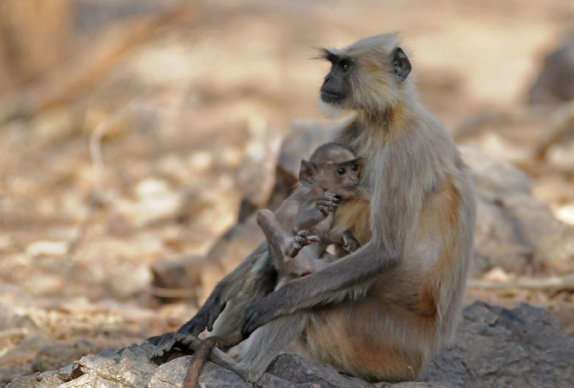
Entelli
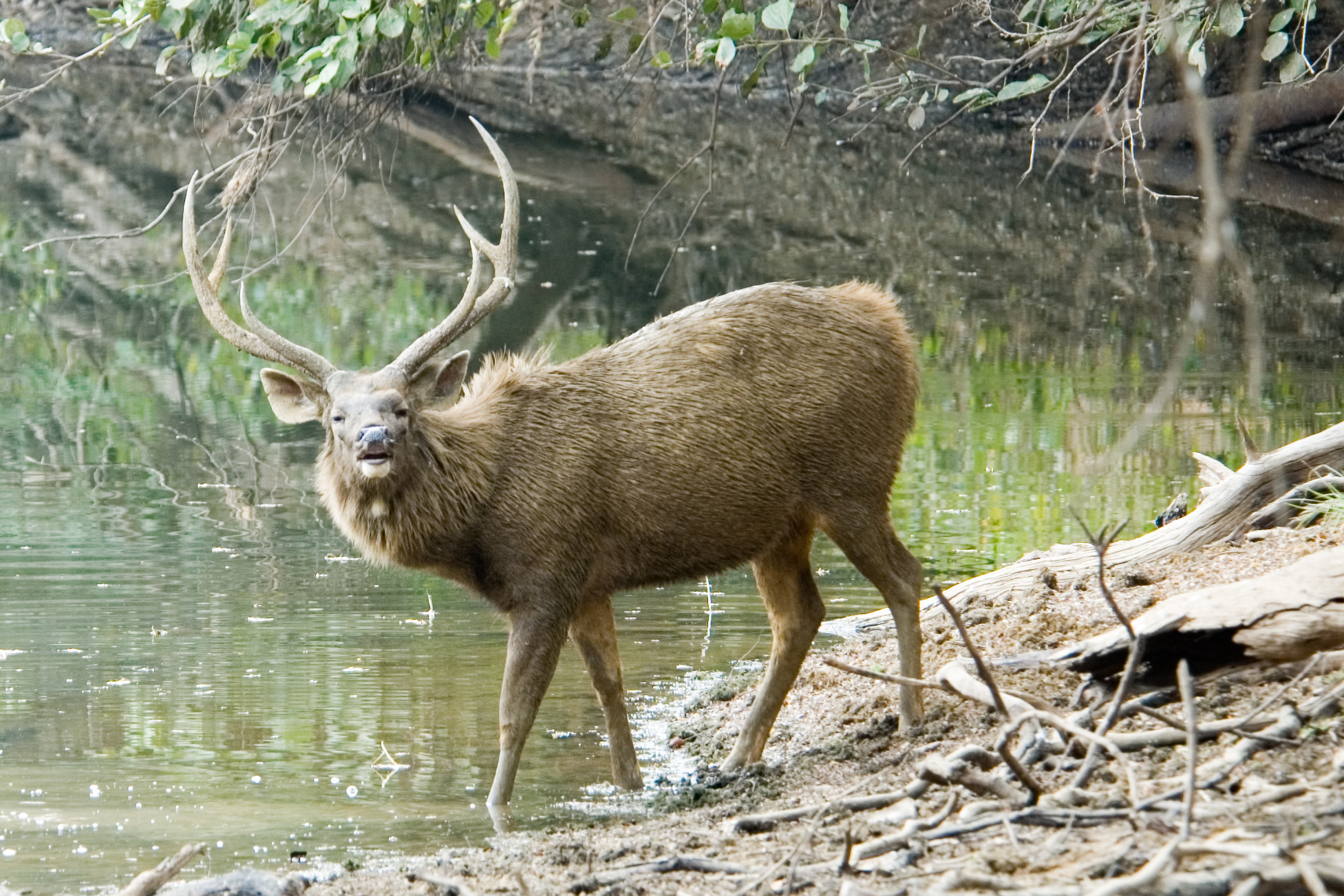
Sambar
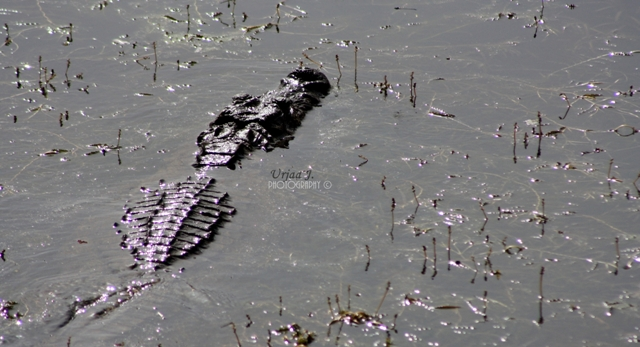
Coccodrillo palustre
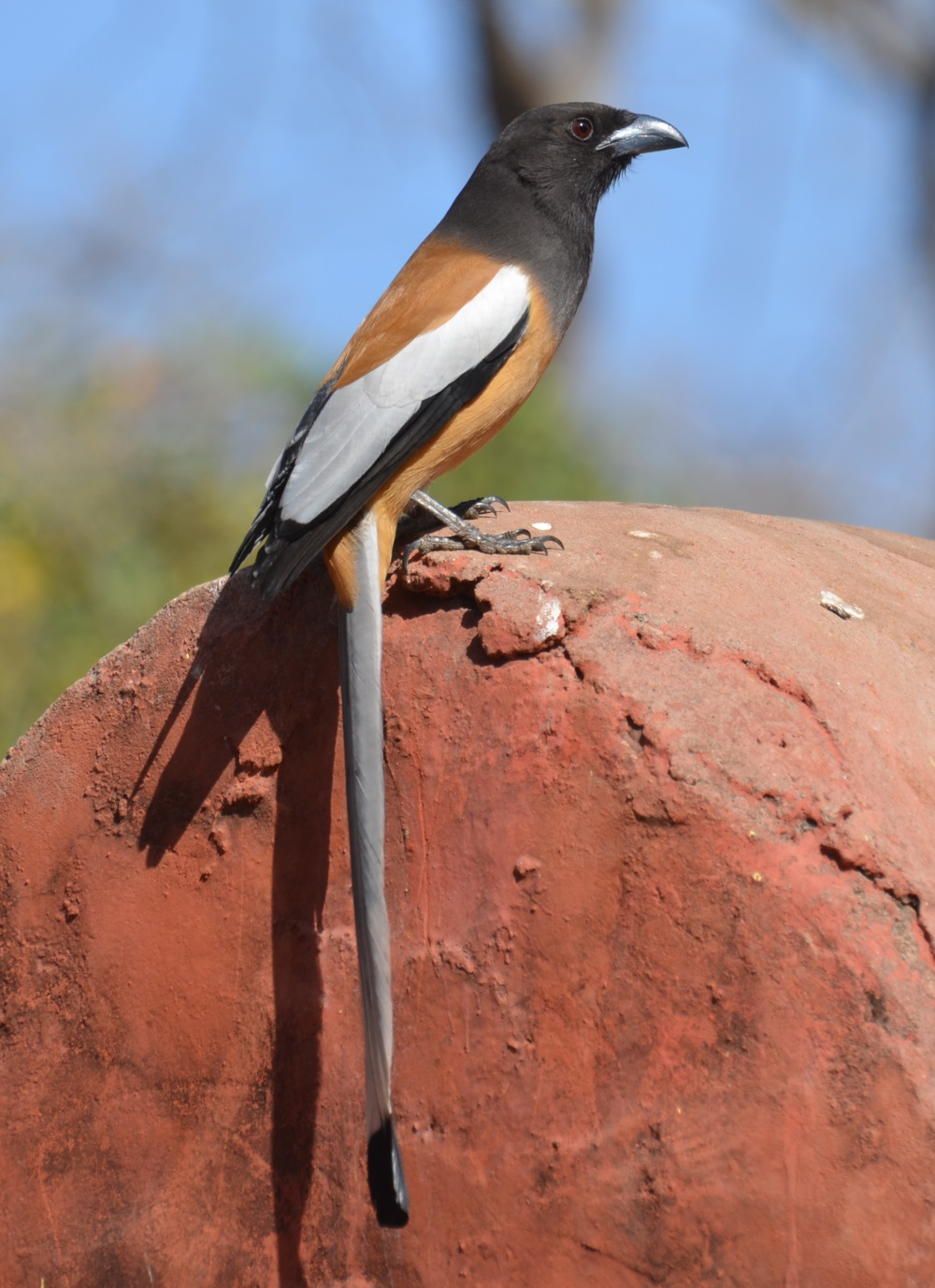
La dendrogazza rossiccia è uno degli ospiti più comuni del parco
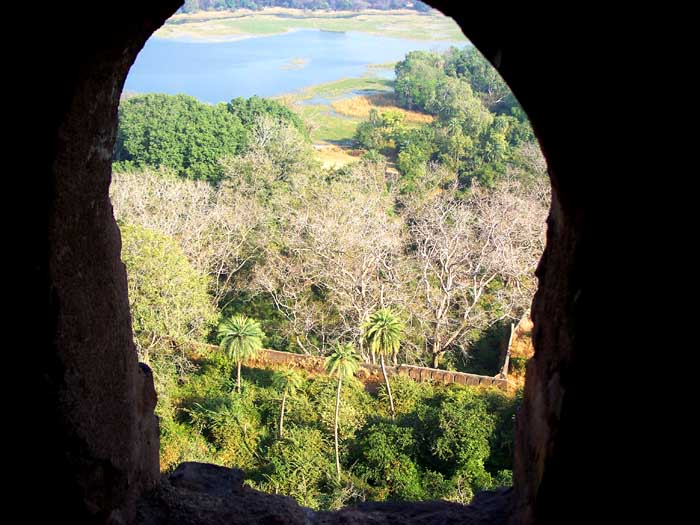
Vista del parco dal Forte Ranthambhore
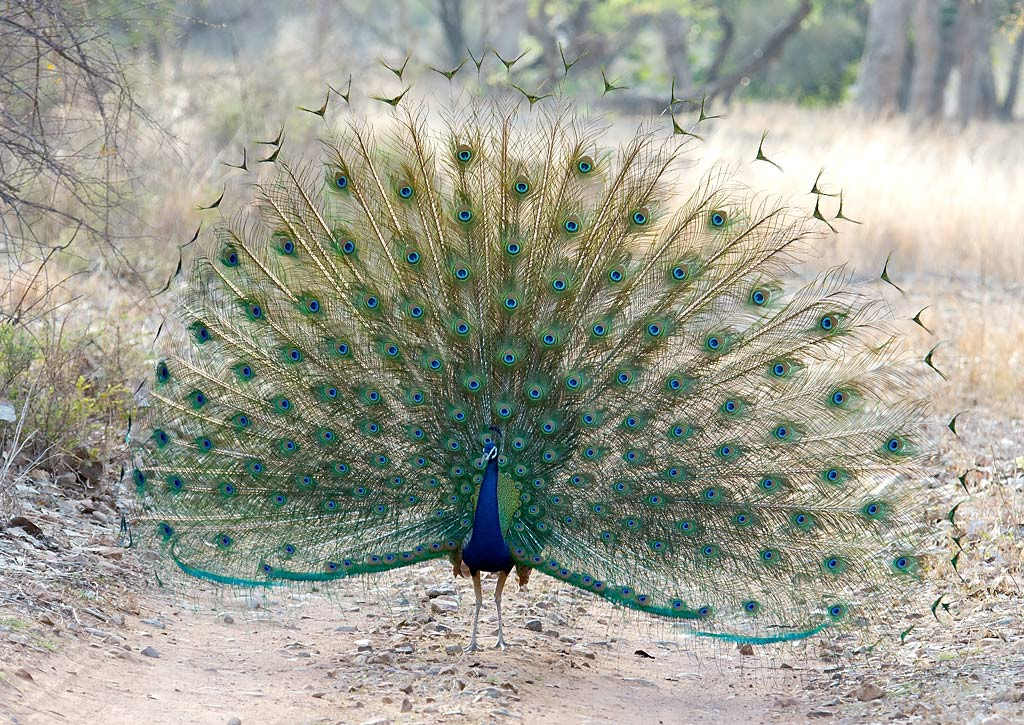
Pavone nel parco
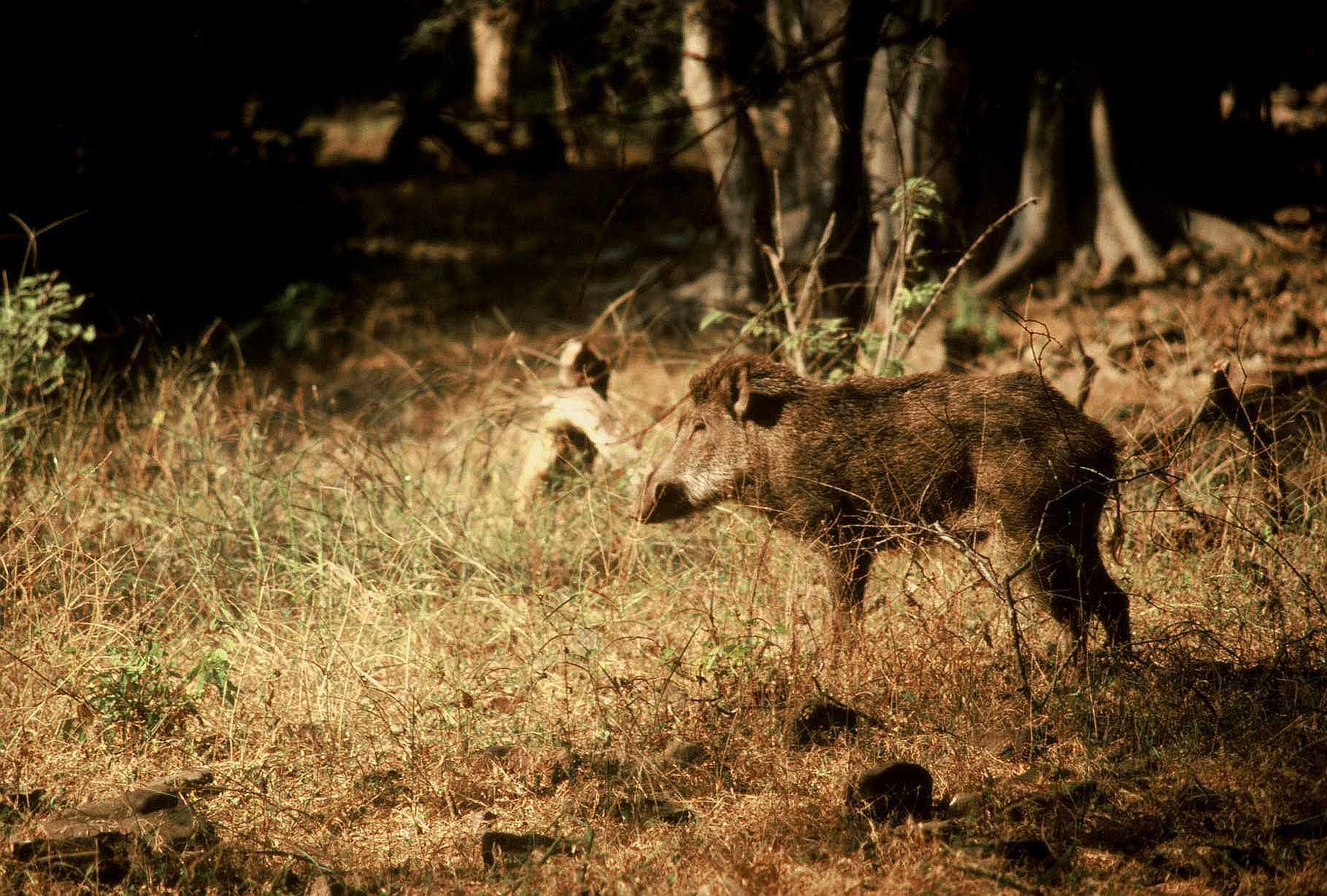
Cinghiale indiano nel parco